# Gásir
Gásir var en middelalderlig handelsplads omkring 11 km nord for Akureyri på kysten af fjorden Eyjafjörður på det nordlige Island. Området er blevet udgravet i flere omgange, og der afholdes i dag middelaldermarked en weekend om sommeren.

## Historie
Gásir var en vigtig handelsplads, og på stedet er der gjort mange arkæologiske fund fra middelalderen. Det var den primære handelsplads på Nordisland i middelalderen, og området er nævnt mange gange i de islandske sagaer fra 12- og 1300-tallet. Arkæologiske udgravninger i de senere år har vist, at området har fungeret som handelsplads helt op i 1500-tallet, til handlen flyttede til Akureyri.

## Udgravninger og fund
I 1907 blev der udført udgravninger af Gásir af Daniel Bruun og Finnur Jónsson. Der blev gravet 16 mindre huller, og fire større områder blev undersøgt. Ud fra fundene konkluderedes, at lejren på Gásir ikke har været beregnet til vinterbrug, men kun har været brugt om sommeren.
I 1986 udgravede Hermanns-Auddóttir og Bjarni F. Einarsson Gásir med fire søgegrøfter, hvoraf en var i en kirkeruin.
Fra 2001-2006 udførte Akureyri Museum, Þjóðminjasafn Íslands (Islands Nationamuseum) og Institut for Arkæologi udgravninger for at kaste lys over, hvornår handlen begyndte, hvorfor den stoppede og hvilken slags handel, der var  bedrevet. Undersøgelserne viste, at Gásir sandsynligvis har været havn for sødygtige fartøjer, der har losset og lastet, mens selve handlen er foregået andetsteds. Kun omkring 10 % af området er undersøgt. Det svarer til ca. 1400 m2
Blandt fundene er en lerkrukke, som er dateret til 13- eller 1400-tallet og af engelsk eller tysk oprindelse. Den har indeholdt salver eller olier. Fundet viser, at det islandske samfund har haft handel med udlandet, selvom krukken må antages at være en luksusvare.

## Marked
Siden 2003 er der afholdt et middelaldermarked ved Gásir. Markedet indeholder håndværkere, boder, mad og reenactere, der viser, hvordan man lavede i middelalderen, og hvordan handelspladsen har fungeret. Desuden bliver det demonstreret, hvordan man fremstiller trækul og svovl. Markedet er arrangeret af Akureyri Museum, og fra 2004 til 2010 deltog folk fra Middelaldercentret i Danmark, der har samarbejdet med Akureyri Museum om fremstilling af svovl med historiske metoder.